# Statul Kassala
Statul (vilaietul) Kassala sau Cassala este una dintre cele 17 unități administrativ-teritoriale de gradul I ale Sudanului. Reședința sa este orașul Kassala.